# Mercaptopurina
Mercaptopurina, també nomenada 6-mercaptopurina o abreujadament 6-MP, és un medicament immunosupressor que s'utilitza en el tractament d'alguns tipus de càncer, principalment leucèmia limfoide aguda. També s'utilitza per tractar d'altres malalties, entre elles la colitis ulcerosa i la malaltia de Crohn. És un dels fàrmacs inclosos en la llista de medicaments essencials de l'Organització Mundial de la Salut.

## Farmacologia
Pertany al grup dels antimetabòlits, anàlegs de les purines, i s'administra per via oral a una dosi variable. Els metabòlits de la mercaptopurina inhibeixen la síntesi de purines i interfereix en la formació de nucleòtids que han d'incorporar-se a la molècula de ADN, provocant un efecte citotòxic sobre les cèl·lules malignes.

## Indicacions
Tractament de la leucèmia limfocítica aguda, malaltia de Crohn i colitis ulcerosa.

## Efectes secundaris
Com tots els medicaments, és susceptible de causar efectes adversos, entre ells diarrea, nàusees i vòmits, debilitat i pèrdua de cabell. Pot provocar mielosupressió que es manifesta per disminució de leucòcits en sang amb propensió a infeccions (leucopènia), disminució d'hematies (anèmia) i baix nombre de plaquetes (trombocitopènia) amb tendència a hemorràgies.

## Història
La 6-mercaptopurina va ser descoberta pels científics guanyadors del Premi Nobel de Medicina o Fisiologia (1988) Gertrude Belle Elion i George Herbert Hitchings i que van treballar plegats a partir de l'any 1944 a Burroughs Wellcome a Tuckahoe, Nova York, -actual GlaxoSmithKline-. Va ser desenvolupat clínicament en col·laboració amb els investigadors de l'Hospital Memorial -ara Memorial Sloan Kettering Cancer Center in New York City-.